# Antonio Saca
Elías Antonio „Tony” Saca González (ur. 9 marca 1965 w Usulután) – salwadorski polityk, prezydent kraju w latach 2004–2009.

## Życiorys
Pochodzi z rodziny emigrantów palestyńskich; pracował jako biznesmen oraz radiowy dziennikarz sportowy.
21 marca 2004 został wybrany na prezydenta Salwadoru z ramienia partii centroprawicowej ARENA (Narodowy Sojusz Republikański). 1 czerwca 2004 objął urząd, zastępując innego polityka ARENA, Francisco Floresa. Kandydatura Sacy, który pokonał swoich rywali (głównym przeciwnikiem był Schafik Handal) już w pierwszej turze wyborów, była zdecydowanie wspierana przez rząd USA.
1 czerwca 2009, po porażce partii ARENA w wyborach prezydenckich, na stanowisku szefa państwa zastąpił go Mauricio Funes.
W 2018 został skazany na 10 lat pozbawienia wolności po tym, jak przyznał się do defraudacji funduszy publicznych i prania brudnych pieniędzy w wysokości przekraczającej 300 milionów dolarów.